# Jakoruda
Jakoruda (bulharsky Якоруда) je město ležící v jihozápadním Bulharsku, na horním toku řeky Mesty, mezi pohořími Rila a Rodopy. Je správním střediskem stejnojmenné obštiny a má přibližně 5 100 obyvatel.

## Historie
Oblast je trvale osídlena od thráckých dob. V katastru města se nacházejí zříceniny pevnosti Kaljata z římské doby, která chránila zdejší obchodní cestu. Na kraji města byly nalezeny pozůstatky po kostele z přelomu 6. a 7. století, který byl funkční až do 14. století, tedy do počátků osmanské nadvlády.
Během oné doby byla Jakoruda osvobozena od některých daní, takže v polovině 17. století to bylo nejlidnatější sídlo celé oblasti. Zdrojem obživy pro většinu obyvatel bylo pastevectví. Bulharské obrození zde postupně získávalo na síle, takže v roce 1835 bylo povolena výstavba kostela sv. Mikuláše, který však byl v roce 1927 zničen povodní. Bulharští obyvatelé se zúčastnili Dubnového povstání, ale po Berlínském kongresu zůstala Jakoruda v pohraniční části Osmanské říše. Z tohoto důvodu se přidali ke Kersensko-razložskému povstání v letech 1878 až 1879 a Ilindenskému povstání v roce 1903. V důsledku jejich porážek část obyvatel uprchla do Bulharského knížectví a původně čistě křesťanské sídlo se stalo nábožensky smíšeným. Podle Vasila Kănčova měla Jakoruda v roce 1900 4490 obyvatel, z toho 2500 bulharských křesťanů, 1900 Pomaků a 90 Cikánů.  V té době tu už fungovala bulharská škola.
Jakoruda se stala součástí Bulharska během první balkánské války 7. října 1912. V roce 1913 zde bylo otevřeno smíšené gymnázium. V roce 1925 zde vzniklo pracovní lesní družstvo Musala a od roku 1927 se zde vydávaly noviny. Městem je Jakoruda od roku 1964.

## Obyvatelstvo
K 15. září 2024 ve městě žilo 5 098 obyvatel a bylo zde trvale hlášeno 5 562 obyvatel. Podle sčítání 1. února 2011 bylo národnostní složení následující:
- Bulhaři: 2 531 (53.8 %)
- Turci: 1 714 (36.5 %)
- Romové: 421 (9.0 %)
- ostatní[p 2]: 35 (0.7 %)